# أغسطس إي. ويلسون
أغسطس إي. ويلسون هو محامي وسياسي أمريكي، ولد في 13 أكتوبر 1846 في مايسفيل في الولايات المتحدة، وتوفي في 24 أغسطس 1931 في لويفيل في الولايات المتحدة. نشط حزبياً في الحزب الجمهوري. وقد انتخب حاكم كنتاكي ‏ (10 ديسمبر 1907 – 12 ديسمبر 1911).